# Baan Corporation
Baan era una impresa produttrice di software enterprise resource planning (ERP) che è ora di proprietà di Infor Global Solutions.
Baan o Baan ERP era anche il nome del prodotto ERP creato da questa società.
La società fu creata da Jan Baan nel 1978 a Barneveld, Paesi Bassi, per fornire servizi di consulenza amministrativa e finanziaria.